# Wilhelm Beck (Politiker)

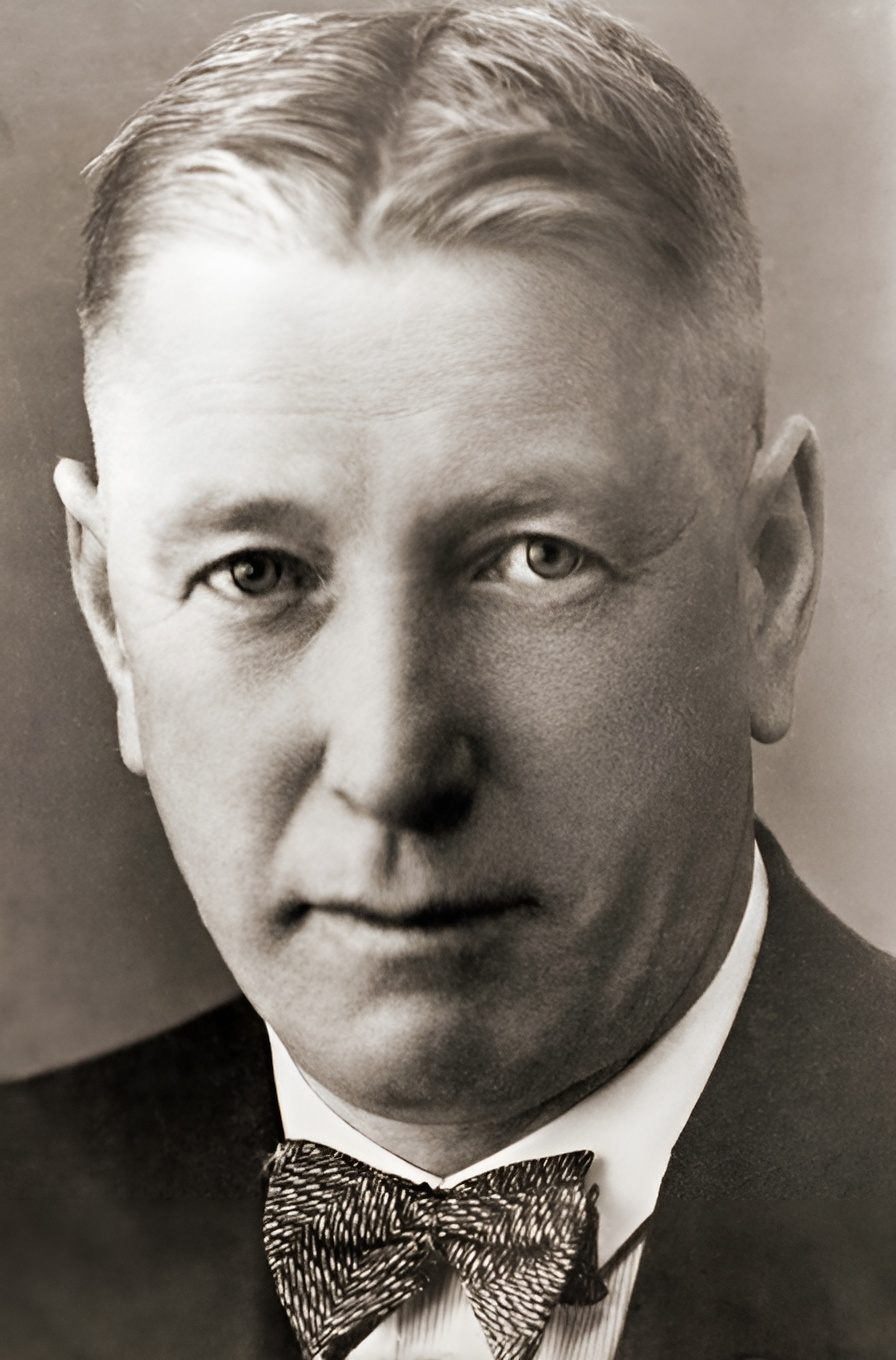
Wilhelm Beck

Wilhelm Beck (* 26. März 1885 in Triesenberg; † 20. Januar 1936 in Walenstadt) war ein Politiker, der zu den Mitbegründern der Volkspartei (VP) im Fürstentum Liechtenstein im Jahre 1918 zählt.

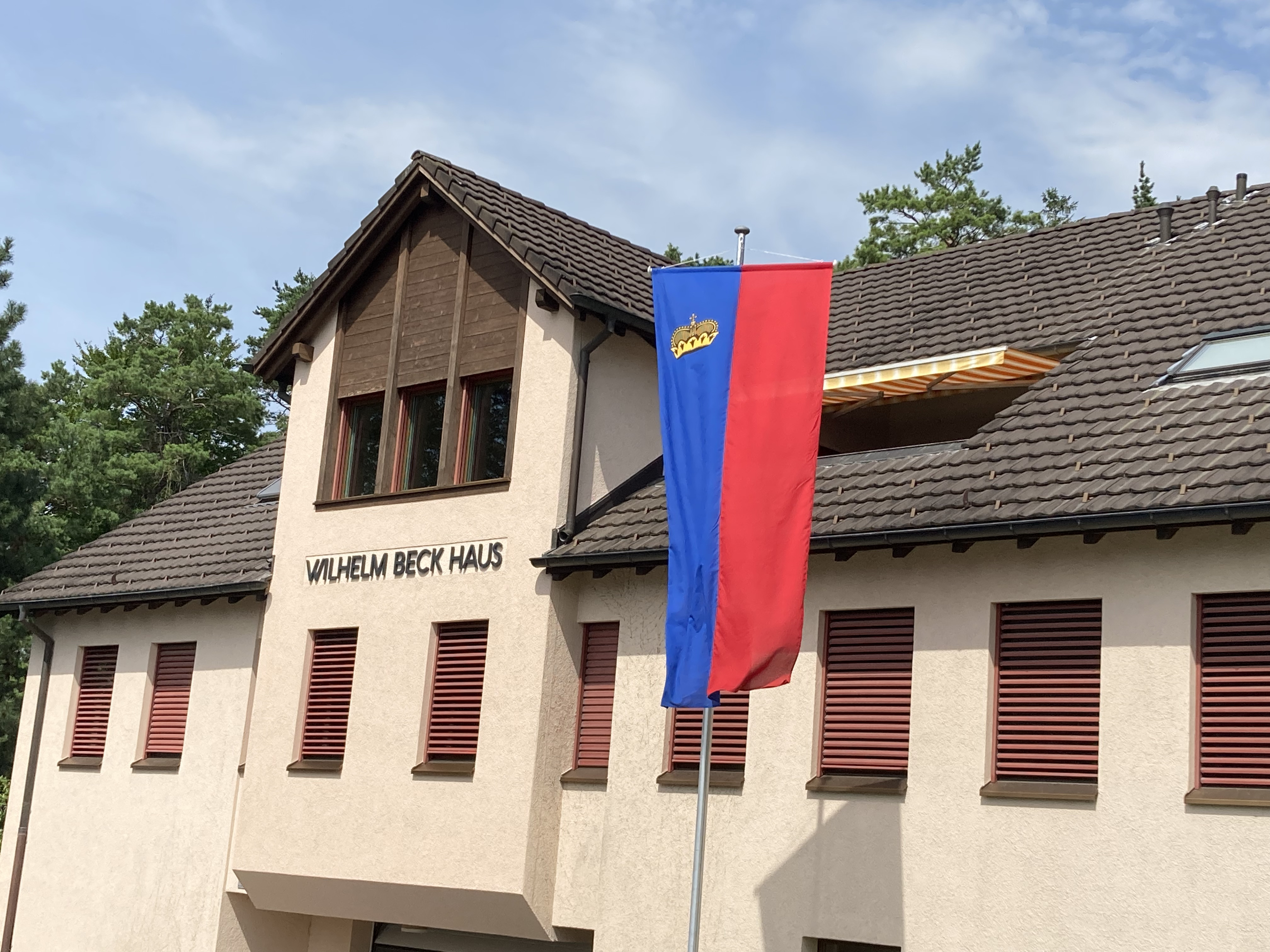
Wilhelm Beck Haus, Sitz der Vaterländischen Union

## Biografie
Er studierte Rechtswissenschaft in Zürich und München und promovierte 1911 zum Dr. iur. Von 1912 bis 1918 war er in Anwaltskanzleien in Flums und St. Gallen tätig. Ab 1914 wurde er Inhaber einer Anwaltskanzlei in Vaduz, wo er ab 1919 auch im Treuhandbereich tätig war. Von 1914 bis 1928 und von 1932 bis 1934 hatte er das Mandat des Landtagsabgeordneten inne. Von 1922 bis 1928 hielt seine Partei die Mehrheit im erstmal rein parteipolitisch aufgestellten Landtag, so dass ihm die Aufgabe des Landtagspräsidenten zufiel. Kurze Zeit war er auch Regierungsrat in Liechtenstein.
Wilhelm Beck hatte massgeblichen Einfluss auf die Auflösung des Zollvertrags mit Österreich im Jahre 1919, die Verfassung von 1921, den Zollanschluss an die Schweiz 1923–24 und auf weitere bedeutende und weitsichtige Ausgestaltungen der liechtensteinischen Gesetzgebung, die die Grundlage für den späteren wirtschaftlichen Aufstieg des Landes bildeten. Im Alter von 51 Jahren starb Dr. Wilhelm Beck am 20. Januar 1936. Sein Büchernachlass, eine Leihgabe des Liechtenstein Instituts, wird in der Liechtensteinischen Landesbibliothek aufbewahrt.